# Теория на побутването
Теорията на побутването е концепция в поведенческите науки, политическата теория и икономиката на поведението. В центъра си теорията се състои от индиректни сугестии като инструмент за влияние върху решенията на групи хора. Побутването се различава от други методи за налагане на решения като образованието или законодателството. Теорията е повлияла на британски и американски политици. Съществуват няколко бюра, извършващи „побутваща“ дейност на национално ниво (Обединено Кралство, Германия, Япония и др.), както и на интернационално такова (ОИСР, Световна банка, Обединените нации).

## Дефиниция
Първата формулировка на термина и асоциираните принципи е разработена в кибернетиката от Джеймс Уилк преди 1995 и описана от академика на университета Брунел – Д. Дж. Стюарт като „изкуството на побутването“ (понякога споменавано като микропобутването). Също използва методологически влияния от психотерапията, датиращи до Грегъри Бейтсън, Милтън Ериксън, Уатзлауик, Уийкланд и Фиш и Бил О’Ханлон. В този вариант побутването е микротаргетиран дизайн, насочен към специфична група от хора, независимо от мащаба на побутването.
През 2008 книгата на Ричард Талер и Кас Сънщайн Nudge: Improving Decisions About Health, Wealth, and Happiness донася на теорията популярност. Тя също придобива последователи сред политици в Обединеното Кралство и САЩ, в частния сектор и здравеопазването. Авторите описват теорията като влияние без принуда или либертански патернализъм, а влияещите като архитекти на избора. Талер и Сънщайн дефинират теорията по следния начин:
Побутването като термин, използван за напред, е който и да е аспект от архитектурата на избора, който променя поведението на хората в предвидим начин, без да им забранява нещо или драматично да променя намеренията им. За да е просто побутване, намесата трябва да бъде лесна и евтина за избягване. Побутванията не са заповеди. Слагането на плодове на нивото на очите се счита за побутване. Забраняването на вредната храна – не се.

## Преглед
Побутването помага на даден индивид да вземе дадено решение или да се държи по определен начин, като променя средата така, че автоматичните когнитивни теории да се използват в полза на желания изход.
Поведението на един индивид невинаги съвпада с техните интенции. Широкопознат факт е, че хората не са изцяло рационални същества; те често правят неща, които не са в собствения им интерес дори когато знаят, че това е така. Например, когато са гладни, хората на диета често подценяват собствената си възможност да отслабнат и техните намерения да се хранят здравословно могат да бъдат засенчени от глада.
Тален и Сънщайн дефинират две различни системи, които описват възприемането на информация, свързано с факта, че хората правят неща против собствените си интереси. Система 1 е бърза, автоматична и високо податлива на външни фактори и влияния. Система 2 обработва информацията бавно, рефлектира върху нея и взима предвид целите и интенциите си. Когато дадена ситуация е прекалено сложна и натоварваща за когнитивния капацитет на даден индивид или когато времето го притиска, система 1 превзема взимането на решения. Начинът, по който система 1 обработва информация, кара индивида да игнорира своите цели, което, за жалост, може да доведе до събоптимални решения от страна на индивида.
Побутването променя средата така, че когато система 1 работи, резултиращият избор ще бъде най-позитивен за целите на този, който създава побутването. Пример за такава сугестия е промяната на мястото, на което вредната храна седи в магазините, така че плодове и други здравословни избори са по-близо до касата на магазина, докато газираните напитки, снаксовете и др. са в по-задна част на магазина.

## Видове побутване
Побутванията с малки промени в средата, които са лесни и евтини за имплементиране. Съществуват няколко различни техники за побутване, включително дифоулт, евристични методи и привличане на вниманието върху желания изход.
Опцията „по подразбиране“ (default option) e случаят, до който индивидът стига, ако не направи нищо. Хората са по-склонни да изберат конкретна опция, ако е опцията по подразбиране. Например Питчър и Катсикополус заключават, че по-голям процент от консуматорите избират възвръщаемата енергия като основен източник на електричество, ако е предложена като основната опция.
Социално подкрепените евристични методи са свързани с това как индивидите разглеждат поведението на своите себеподобни, използвайки го като модел за своите собствени поведение и избори. Проучвания показват, че евристичните методи са добро средство за побутване, що се отнася до здравословното хранене и избора на по-полезна храна.
Когато вниманието на даден индивид е привлечено към даден избор, този избор става по-рентабилен и следователно вероятен за индивида. Например клиентите на магазинчета с хранителни стоки на различни гари в Холандия закупуват повече плодове и полезни храни, когато те са по-близо до касите на магазина.

## Приложения на теорията
През 2008 САЩ назначава Сънщайн, която помага за разработването на теорията като администратор на OIRA.
През 2010 в Англия се сформира екип за поведенчески изследвания. Кабинетът на Обединеното Кралство често го нарича Nudge unit.
Дейвид Камерън и Барак Обама са използвали теорията на побутването като инструмент за лансиране на вътрешни политики по време на мандатите си.
Теорията на побутването също се използва в бизнес мениджмънта, корпоративната култура и човешките ресурси. Водещи компании от Силициевата долина я прилагат в управлението на бизнеса си, използвайки различни методи и подходи, за да подобрят продуктивността на служителите си.

## Критика
Теорията също получава и критика. Тами Бойс от публичната организация за здравеопазване The King’s Fund казва: „Трябва да се отдалечим от краткотрайни, политически мотивирани инициативи като „побутването“ на хора“, което не е базирано на достоверни доказателства и не помага на хората да се променят положително в дълготраен план.
Сънщайн отговаря на критиката в своя труд The Ethics of Influence, защитавайки теорията от обвинения като оронване на автономията и заплашване на достойнството на индивида.
Етиката зад теорията е обект на много дебати. Общественото мнение също показва, че масата от хора е настроена негативно, смятайки, че това са „партизански методи за влияние“. Проучване на Дейвин Танненбаум и Крейг Фокс сред възрастни и хора, представляващи законодателната власт, намират теорията за по-етична, когато нейните обекти съвпадат с техните цели. Съответно те намират теорията за неетична, когато тя не служи на техните цели.
Други притеснения, които обществото изразява, е дали теорията на побутването е съвместима със закона. Хаусман и Уелч първи повдигат въпроса дали трябва да бъде позволено методите да бъдат използвани в дела, свързани със справедливостта.
Също се споменава, че побутването е евфемизъм за психологическа манипулация, подобно на социалното инженерство.
|  | Тази страница частично или изцяло представлява превод на страницата Nudge theory в Уикипедия на английски. Оригиналният текст, както и този превод, са защитени от Лиценза „Криейтив Комънс – Признание – Споделяне на споделеното“, а за съдържание, създадено преди юни 2009 година – от Лиценза за свободна документация на ГНУ. Прегледайте историята на редакциите на оригиналната страница, както и на преводната страница, за да видите списъка на съавторите. ВАЖНО: Този шаблон се отнася единствено до авторските права върху съдържанието на статията. Добавянето му не отменя изискването да се посочват конкретни източници на твърденията, които да бъдат благонадеждни. |